# 이케다 마코토
이케다 마코토(일본어: 池田 誠, 1977년 7월 8일 ~ )는 일본의 전 축구 선수이다.

## 구단 경력
과거 알비렉스 니가타에서 활동하였다.